# Lietavská Lúčka
Lietavská Lúčka este o comună slovacă, aflată în districtul Žilina din regiunea Žilina, pe malul râului Rajčanka⁠(d). Localitatea se află la altitudinea de 363 m deasupra n.m., se întinde pe o suprafață de 6,5 km2 și în 2017 număra 1.845 de locuitori.

## Istoric
Localitatea Lietavská Lúčka este atestată documentar din 1393.

## Demografie
| An:                | 1994 | 2004   | 2014   | 2024   |
| ------------------ | ---- | ------ | ------ | ------ |
| Număr de persoane: | 1791 | 1769   | 1774   | 1873   |
| Diferență:         |      | −1,22% | +0,28% | +5,58% |

| An:                | 2023 | 2024   |
| ------------------ | ---- | ------ |
| Număr de persoane: | 1874 | 1873   |
| Diferență:         |      | −0,05% |